# Chorisoneura sordida
Chorisoneura sordida es una especie de cucaracha del género Chorisoneura, familia Ectobiidae. Fue descrita científicamente por Brunner von Wattenwyl en 1865.
Habita en Brasil.